# 天湖堂
天湖堂，位于中国福建省平和县崎岭乡南湖村，元至正五年（1339年）始建，现存为清代建筑。典型的闽南四合院式悬山顶宫观，占地面积11300平方米。由门楼、天井、大殿、左右厢廊和左右护厝等组成。大殿面阔三间加右左耳房，明间为抬梁式木构架，龙柱、梭形金柱等石构件为明晚期和清初遗物。木雕精细，彩绘精美。2005年5月11日公布为第六批福建省文物保护单位。